# Olympische Jugend-Sommerspiele 2010/Teilnehmer (Nepal)
| Gelbes Symbol für Goldmedaillen mit stilisierten Olympischen Ringen | Graues Symbol für Silbermedaillen mit stilisierten Olympischen Ringen | Braundes Symbol für Bronzemedaillen mit stilisierten Olympischen Ringen |
| ------------------------------------------------------------------- | --------------------------------------------------------------------- | ----------------------------------------------------------------------- |
| —                                                                   | —                                                                     | —                                                                       |

Die Jugend-Olympiamannschaft aus Nepal für die I. Olympischen Jugend-Sommerspiele vom 14. bis 26. August 2010 in Singapur bestand aus vier Athleten.

## Athleten nach Sportarten

### Leichtathletik
Alle drei Athleten traten im Vorlauf an, im Finale jedoch nicht mehr.
| Mädchen - Manisha Adhikari 400 m: DNS (Finale) - Bishwa Rupa Budha 3000 m: DNS (Finale) | Jungen - Tilak Ram Tharu 100 m: DNS (Finale) |

### Taekwondo
Jungen
- Ranjan Shrestha
Klasse bis 55 kg: 9. Platz